# کریس کارمایکل (دوچرخه‌سوار)
کریس کارمایکل (انگلیسی: Chris Carmichael؛ زادهٔ ۲۴ اکتبر ۱۹۶۱) دوچرخه‌سوار اهل ایالات متحده آمریکا است.
از فیلم‌ها یا برنامه‌های تلویزیونی که وی در آن نقش داشته‌است می‌توان به ورزشکار اشاره کرد.